# Jacqueline Joubert
Jacqueline Joubert, född 19 mars 1921 i Paris, död 8 januari 2005 i Neuilly-sur-Seine, var en fransk TV-producent. Hon var programledare för Eurovision Song Contest åren 1959 och 1961.